# Риняно Фламинио
Риня̀но Фламѝнио (на италиански: Rignano Flaminio) е град и община в Централна Италия, провинция Рим, регион Лацио. Разположен е на 250 m надморска височина. Населението на общината е 10 135 души (1 януари 2023).